# Оуслер, Тони
То́ни О́услер (англ. Tony Oursler; род. 1957, Нью-Йорк) — американский художник, известный благодаря видео-работам, перформансам и инсталляциям.
Женат на художнице Жаклин Хамфрис (англ. Jacqueline Humphries). Участник рок-группы Poetics. Учился в Калифорнийском институте искусств.
В творчестве часто обращается к теме массового увлечения телевидением, в своих работах художник стирает границы между скульптурой и видео, проецируя изображения на различные предметы.
Наиболее известные работы Тони Оуслера — скульптурные видео-инсталляции, в которых лица проецируются на круглые экраны. Часто комбинирует в своих работах произносимый текст, движущееся изображение и скульптурные объекты.
Знаковой работой были говорящие огни, такие как «Уличный свет» (Streetlight, 1997), серия видео-скульптур глаз с телевизионными экранами, серия говорящих голов «Composite Still Life» (1999). За ней последовала инсталляция «Optics» (1999).
В 1997 г. вышел клип Девида Боуи "Little Wonder", в котором основной темой стали инсталляции Тони Оуслера.
В 2013 г. снял клип на песню Дэвида Боуи Where Are We Now?

## Работы находятся в собраниях
- Государственный центр современного искусства, Москва